# Oorlamština
Oorlamština (též Oorlands nebo Oorlans) je kreolský jazyk na bázi afrikánštiny, kterým mluví národ Oorlamů v Namibii. Několik mluvčích tohoto jazyka také žije v Jihoafrické republice. Počet mluvčích tohoto jazyka je asi 32 000 (údaj z roku 2006).
Oorlamština je brána lingvisty jako kreolský jazyk na bázi afrikánštiny, ale Oorlamové samotní ho berou pouze jako dialekt afrikánštiny.
Jazyk byl velmi ovlivněn jazykem místního kmene Khoikhoi.